# Campsicnemus lantsovi
Campsicnemus lantsovi är en tvåvingeart som beskrevs av Grichanov 1998. Campsicnemus lantsovi ingår i släktet Campsicnemus och familjen styltflugor.
Artens utbredningsområde är Kamerun. Inga underarter finns listade i Catalogue of Life.